# Formiga-soldado
Formiga soldado é o nome atribuído, a respeito de várias espécies de formigas, a um tipo de adulto estéril maior e mais forte que as típicas obreiras (as formigas são os únicos himenópteros sociais em que por vezes há mais que um tipo de adultos estéreis na mesma espécie).

## Definição
Não há uma definição consensual do que distinguirá as formigas soldados das vulgares obreiras, nomeadamente se a definição incluirá indivíduos com uma morfologia similar às obreiras típicas, mas apenas maiores, ou se deverá ser reservada para os que apresentam diferenças morfológicas (que não apenas o tamanho) face às obreiras, ou se, no que diz respeito à sua função no formigueiro, se se deverá aplicar apenas às especializadas na defesa da colónia, ou se se aplicará a todas que desempenhem tarefas que requeiram mandíbulas mais poderosas que a média (o que, além da defesa, incluiria também atividades como esmagar alimentos mais duros). De acordo com uma definição mais restritiva (excluindo as "obreiras grandes"), haverá a presença de soldados em cerca de 15 géneros distintos de formigas.

## Características
As diferenças mais vincadas entre os soldados e as obreiras são frequentemente na cabeça, que nos soldados por norma é  maior, com um diferente formato e/ou com mandíbulas mais poderosas. Em 1910, William Morton Wheeler descreveu os soldados como "caracterizados por uma grande cabeça e mandíbulas, frequentemente adaptadas para funções especificas (combater e guardar o ninho, esmagar sementes ou partes duras de insetos)".

## Exemplos
Algumas espécies ou géneros de formigas que apresentam uma casta de soldados:
- Acanthomyrmex ferox
- Camponotus nipponicus
- Cephalotes persimilis
- Crematogaster smithi
- o género Pheidole